# 日月光半導体
日月光半導体（にちげつこうはんどうたい、中国語: 日月光半導體、英語: Advanced Semiconductor Engineering, Inc.、ASE Group）、は台湾の半導体後工程（パッケージング、テスト）会社である。本社は高雄市楠梓区にあり、桃園市中壢区に支社があるほか、中国、韓国、日本、マレーシア、シンガポール、メキシコ、アメリカとヨーロッパに営業拠点を設け、世界最大級の半導体後工程企業である。
日月光半導体は1984年に創業し、社名の「日月光」は釈星雲によって命名された。日月光半導体は1989年に台湾証券取引所に上場し、2000年にアメリカに上場した。アメリカのフォーブス誌は2014年に、日月光グループをアジア企業トップ50（Fab 50）に選出し、その年唯一ランクインした台湾の上場企業でもある。
2018年4月30日、日月光はSPIL社と持ち株交換の形で「日月光投資ホールディングス」を発足させた。合併手続きは2020年3月25日に完了した。
ガートナー社の調査によると、日月光半導体は世界最大の半導体パッケージングとテスト委託プロバイダーであり、市場シェアは約19％である。日月光半導体は世界90％以上のエレクトロン企業に半導体後工程サービスを提供している。 